# Абу Мансур Фулад Сутун
Абу Мансур Фулад Сутун (*д/н — 1062) — емір Фарсу в 1048—1062 роках (з перервою у 1051—1054 роках).

## Життєпис

### Перше панування
Походив з династії Буїдів. Син шахіншаха Абу Каліджара. Про дату народження нічого невідомо. При народженні отримав ім'я Фулад. Після смерті батька у 1048 році оскаржив права старшого брата Аль-Маліка аль-Рахіма, що став еміром Іраку. Останній на чолі потужного військо вдерся до Фарсу та взяв в облогу Шираз, де отаборився Фулад. Втім внаслідок конфліктів у власному війську аль-Рахім вимушений був повернутися до Багдада. В свою чергу Футун повністю захопив провінцію Фарс, взявши ім'я Абу Мансур.
Втім конфлікт зі старшим братом тривав. Спочатку Абу Мансур захопив частину Хузістану, але потім аль-Рахім перейшов у наступ, повернувши частину втрачених володінь. У 1051 році війська аль-Рахіма вдерлися до Фарсу, завдавши поразки Абу Мансуру. Останній вимушений був тікати на північ. Замість нього аль-Рахім поставив залежним еміром іншого брата Абу Саад Хосров Шаха.

### Друге панування
У 1053 році отримав підтримку від Тогрул-бека, володаря Сельджукської держави. На чолі потужного війська Абу Мансур переміг брата Абу Саада, який втік до Багдада. Після цього вдруге став еміром Фарсу. Натомість вимушений був визнати зверхність Тогрул-бека.
Але вже у 1055 році Абу Мансура було повалено деламітським військовиком Фуладом. За цих обставин Абу Мансур погодився визнати зверхність аль-Рахіма, який не бажав передавати володіння не членам роду Буїдів. Тому Абу Мансур залишився васальним еміром Фарсу. У грудні того ж року аль-Рахіма було переможено та повалено Сельджуками. Абу Мансур знову змушений був визнавати зверхність Тогрул-бека.
Абу Мансур зосередив зусилля на збереженні Фарсу як спадкового володіння свого роду. Втім змушений був постійно боротися з тюркськими та курдськими племенами. Зрештою у 1062 році загинув в одній із сутичок з курдським племенем шабанкара, вождь якої Фадлуя захопив владу в Ширазі. На цьому династія Буїдів припинила своє існування в цій області Персії.